# La Nuit des Camisards
La Nuit des Camisards est une pièce de théâtre à thématique historique de Lionnel Astier écrite en mars 2008 en France. Elle a été jouée pour la première fois le 7 juillet 2008 dans le bois du domaine de Cabrières à Saint-Jean-du-Gard, dans une mise en scène de Gilbert Rouvière.

## Argument
La pièce se déroule en 1702, au tout début de la Guerre des Cévennes.

## Personnages
- L’abbé Du Chaila : Archiprêtre des Cévennes, inspecteur des missions et des chemins. Bras droit de l’intendant du Languedoc, il est la plus haute autorité en Cévennes.
- Élise Bonnal : Nouvelle convertie, elle va à la messe par obéissance au roi, mais continue à prier dans sa religion.
- Joseph Bastide : Ancien pasteur condamné aux galères pour le meurtre présumé d’un prêtre, il a vu sa peine prolongée par refus d’abjurer.
- Samuel Bonnal : Fils cadet de Louise et frère de Salomon. Excité et agitateur, il est tenu à l’écart par les inspirés. Il prône la vengeance et la terreur. Il sera finalement accepté par les siens et deviendra camisard.
- Salomon Bonnal : Déserteur. Futur chef camisard. Non inspiré, il n’agit qu’après avoir consulté Abraham.
- Abraham : Prophète, gonflé de Bible et de colère, inspiré et visionnaire, il est respecté de tous et ses prises de paroles sont attendues.
- Émilien Lavigne : Docteur de la Faculté de Médecine de Montpellier. Nouveau-converti. Chargé, par l’intendant du Languedoc, d’un rapport sur les cas de prophétisme en Cévennes.
- François Escalier : Capitaine de la milice bourgeoise du Pont-de- Montvert. Auteur de la capture des « fanatiques » qui déclenche chez les rebelles le projet de révolte pour les libérer.
- Aguilhon : Paysan soupçonné de prophétisme. Incendiaire. A entendu une voix lui dicter des commandements, mais n’a pas tout compris. Futur camisard.
- Père Gabriel : Missionnaire Jésuite sous l’inspection de Du Chaila dont il réprouve ouvertement les méthodes répressives.
- Marie La Noire : Devenue enfant sauvage après la mort de sa mère et le départ de son père (Joseph Bastide) pour les galères, elle est aujourd’hui prophétesse, fanatique, indocile et exaltée.
- Frère Mathias : Tout jeune Capucin. Missionnaire sous l’inspec- tion de Du Chaila. Convaincu de la possession diabolique des prophètes cévenols.
- Péïré : Cardeur de laine. Futur camisard. Quelquefois inspiré. D’autres fois, moins.

## Quelques répliques
ÉLISE

"Ils en ont tous après cette hostie ! L'hostie ! L'hostie ! C'est bien des histoires pour un biscuit sec ! L'hostie, tu l'avales et tu penses à rien. Et si tu veux pas l'avaler, tu la recraches sur le chemin. Ça mérite pas une guerre."

BASTIDE

"C'est pas le biscuit, c'est le principe."

...

LAVIGNE (à un prisonnier)

"Ils vont vous pendre ou pas, vous qui êtes du coin?"

...

PÈRE GABRIEL

"Et tes enfants, ils t'obéissent?"

ÉLISE

"J'essaye de leur dire des choses comme de respecter ce que pensent les autres gens, mais ça les fatigue. Faut dire, j'ai pas beaucoup d'exemples à leur montrer non plus."

## Mises en scène
- 2008 - 2009 : Gilbert Rouvière, Place d'Armes de Saint-Jean-du-Gard, puis en forêt dans le bois du domaine de Cabrières.
- 2013 : Gilbert Rouvière, sur les hauteurs de Rochebelle, au mont Ricateau à Alès

## Interprétation
- Frédéric André : Aguilhon
- Thomas Bédécarrats : Péïré
- Frédéric Borie : Abbé du Chaila
- Alexandre Charlet : Capitaine Escalier
- Josée Drevon : Élise Bonnal
- Jean-Marie Frin : Joseph Bastide
- Jacques Mazeran : Abraham
- Richard Mitou : Samuel Bonnal
- Sabine Moindrot : Marie la Noire
- Philippe Noël : Père Gabriel
- Gabriel Rouvière : Frère Mathias
- Gilbert Rouvière : Dr Emilien Lavigne
- Thomas Trigeaud : Salomon Bonnal

## Représentations
Devant le succès, toute l'équipe du Zinc Théâtre a rempilé l'année suivante, au même endroit. En mai 2010, la pièce est publiée aux Éditions Alcide. Quatre ans après les dernières représentations, La Nuit des Camisards revient du 16 juillet au 15 août 2013 sur le site particulier du mont Ricateau à Alès, dans le Gard, la région historique où s'est déroulée trois siècles plus tôt la guerre des camisards.

## Récompenses
Elle a remporté le prix du Cabri d'Or de l'Académie cévenole le 15 octobre 2010.